# Georges Gouvy
Georges Gouvy (* 7. November 1785 in Goffontaine, heute Schafbrücke (Saarbrücken); † 25. Juli 1840 ebenda) war ein französischer Unternehmer der Familiendynastie Gouvy, die von Mitte des 18. Jahrhunderts bis Anfang des 19. Jahrhunderts einen maßgeblichen Anteil am Erfolg der saarländischen Eisenindustrie hatte.

## Leben

### Herkunft und Familie
Georges Gouvy wurde als Sohn des Unternehmers Henry Gouvy (1752–1795) und dessen Ehefrau Anna Barbe Catherine Guentz (* 1759) geboren.
Am 23. Dezember 1815 heiratete er in Bischmisheim Maria Magdalena Schilsong (1790–1820). Aus der Ehe gingen drei Töchter hervor.

### Wirken
Georges führte das Traditionsunternehmen gemeinsam mit seinem Bruder Henry in der dritten Generation fort.
1808 assoziierte sich die Société Gouvy mit dem Saarbrücker Unternehmen Schmidtborn & Cie.
Dabei erhielten die Gouvys 5/10 Anteile (Pierre Francois, Henry und Georges), 2/10 Anteile Johann Thomas und Johann Christian Röchling sowie 3/10 Anteile Georg Schmidtborn und Heinrich Braun.
Nach Henrys Tod im Jahre 1829 vertrat Georges die Interessen der Gouvys in der neuen Gesellschaft allein.
1834 erhielt das Unternehmen die Genehmigung zum Bau eines Flammofens.
Gouvy  verzog er nach Metz und wurde dort zum Obersten der 1. Legion der Garde nationale ernannt und verkaufte
am 21. Oktober 1837 die Hälfte seiner Anteile an Goffontaine.
Die Erben der nächsten Gouvy-Generationen führten das Unternehmen erfolgreich weiter, bis es schließlich 1872 durch Verkauf in andere Hände gegeben wurde. Damit war die über 120 Jahre lang währende Ära eines erfolgreichen saarländischen Unternehmens in der Eisenindustrie beendet.